# Regione Autonoma della costa caraibica meridionale
La Regione Autonoma della costa caraibica meridionale (Región Autónoma de la Costa Caribe Sur, abbreviato con l'acronimo RACCS), fino al 2014 chiamata Regione Autonoma Atlantico Sud (Región Autónoma del Atlántico Sur oppure RAAS) è una delle due regioni autonome del Nicaragua, il capoluogo è la città di Bluefields.

## Comuni
1. Bluefields
2. Corn Island
3. Desembocadura de Río Grande
4. El Ayote
5. El Rama
6. El Tortuguero
7. Kukra - Hill
8. La Cruz de Río Grande
9. Laguna de Perlas
10. Muelle de los Bueyes
11. Nueva Guinea
12. Paiwas